# Blinera Jaha
Blinera Jaha (ur. 31 stycznia 1998) – kosowska siatkarka, grająca na pozycji rozgrywającej, reprezentantka kraju. 
Wychowanka KV Drita Gjilan. W sezonie 2021/2022 występowała w Fer Volley, a następnie powróciła do KV Drita Gjilan. 
W grudniu 2019 roku wraz z drużyną Uniwersytetu w Prisztinie triumfowała w Uniwersjadzie rozgrywanej w Dubrowniku, otrzymując nagrodę dla najlepszej siatkarki turnieju. Rok później została wybrana przez Kosowską Federację Siatkówki najlepszą rozgrywającą 2020 roku. 
Powoływana do reprezentacji Kosowa. Uczestniczyła m.in. w kwalifikacjach do mistrzostw Europy 2021. 